# 王金富
王金富（1956年—），山东潍坊人，汉族，中华人民共和国政治人物、第十二届全国人民代表大会安徽地区代表。
毕业于首都经济贸易大学，加入中国共产党。担任中联重科副总裁，曾任奇瑞重工总经理、福田汽车副总经理等职务。2008年起担任全国人大代表。2013年，被选为全国人大代表。